# ATP Tour 250
ATP Tour 250 (trước đây được biết đến là ATP World Tour 250, ATP International Series, và ATP World Series) là cấp độ thấp nhất của các giải quần vợt nam hằng năm ở hệ thống giải ATP Tour chính, sau bốn giải Grand Slam, ATP Finals, các giải ATP Tour Masters 1000 và các giải ATP Tour 500.
Tính đến năm 2020, loạt giải đấu bao gồm 39 giải, với mỗi nhà vô địch đơn được nhận 250 điểm xếp hạng. Các giải đấu gồm 28, 32 hoặc 48 tay vợt cho nội dung đơn và 16 cặp cho nội dung đôi.

## Các giải đấu
| Giải đấu         | Tên chính thức                               | Địa điểm         | Quốc gia    | Mặt sân    |
| Doha             | Qatar ExxonMobil Open                        | Doha             | Qatar       | Hard       |
| Chennai          | Aircel Chennai Open                          | Chennai          | Ấn Độ       | Hard       |
| Brisbane         | Brisbane International                       | Brisbane         | Úc          | Hard       |
| Sydney           | Medibank International Sydney                | Sydney           | Úc          | Hard       |
| Auckland         | Heineken Open                                | Auckland         | New Zealand | Hard       |
| Santiago         | Movistar Open                                | Santiago         | Chile       | Clay (Red) |
| Zagreb           | PBZ Zagreb Indoors                           | Zagreb           | Croatia     | Hard (i)   |
| Johannesburg     | SA Tennis Open                               | Johannesburg     | Nam Phi     | Hard       |
| Costa do Sauípe  | Brasil Open                                  | Costa do Sauípe  | Brasil      | Clay (Red) |
| San Jose         | SAP Open                                     | San Jose         | Hoa Kỳ      | Hard (i)   |
| Marseille        | Open 13                                      | Marseille        | Pháp        | Hard (i)   |
| Buenos Aires     | Copa Claro                                   | Buenos Aires     | Argentina   | Clay (Red) |
| Delray Beach     | Delray Beach Int'l Tennis Championships      | Delray Beach     | Hoa Kỳ      | Hard       |
| Houston          | U.S. Men's Clay Court Championships          | Houston          | Hoa Kỳ      | Clay (Red) |
| Casablanca       | Grand Prix Hassan II                         | Casablanca       | Maroc       | Clay (Red) |
| Estoril          | Estoril Open                                 | Oeiras           | Bồ Đào Nha  | Clay (Red) |
| Belgrade         | Serbia Open                                  | Belgrade         | Serbia      | Clay (Red) |
| Munich           | BMW Open                                     | München          | Đức         | Clay (Red) |
| Nice             | Open de Nice Côte d'Azur                     | Nice             | Pháp        | Clay (Red) |
| Halle            | Gerry Weber Open                             | Halle            | Đức         | Grass      |
| Queens           | AEGON Championships                          | London           | Anh Quốc    | Grass      |
| 's-Hertogenbosch | UNICEF Open                                  | Rosmalen         | Hà Lan      | Grass      |
| Eastbourne       | AEGON International                          | Eastbourne       | Anh Quốc    | Grass      |
| Newport          | Campbell's Hall of Fame Tennis Championships | Newport          | Hoa Kỳ      | Grass      |
| Båstad           | Catella Swedish Open                         | Båstad           | Thụy Điển   | Clay (Red) |
| Stuttgart        | MercedesCup                                  | Stuttgart        | Đức         | Clay (Red) |
| Atlanta          | Atlanta Tennis Championships                 | Atlanta          | Hoa Kỳ      | Hard       |
| Los Angeles      | Farmers Classic                              | Los Angeles      | Hoa Kỳ      | Hard       |
| Gstaad           | Allianz Suisse Open Gstaad                   | Gstaad           | Thụy Sĩ     | Clay (Red) |
| Umag             | ATP Studena Croatia Open Umag                | Umag             | Croatia     | Clay (Red) |
| Winston-Salem    | Winston-Salem Open                           | Winston-Salem    | Hoa Kỳ      | Hard       |
| Metz             | Open de Moselle                              | Metz             | Pháp        | Hard (i)   |
| Bucharest        | BCR Open Romania                             | Bucharest        | România     | Clay (Red) |
| Bangkok          | PTT Thailand Open                            | Bangkok          | Thái Lan    | Hard (i)   |
| Kuala Lumpur     | Proton Malaysian Open                        | Kuala Lumpur     | Malaysia    | Hard (i)   |
| Stockholm        | If Stockholm Open                            | Stockholm        | Thụy Điển   | Hard (i)   |
| Moskva           | Kremlin Cup                                  | Moskva           | Nga         | Hard (i)   |
| Montpellier      | Open Sud de France                           | Pérols           | Pháp        | Hard (i)   |
| Vienna           | Bank Austria-TennisTrophy                    | Viên             | Áo          | Hard (i)   |
| Saint Petersburg | St. Petersburg Open                          | Saint Petersburg | Nga         | Hard (i)   |
| Istanbul         | Istanbul Open                                | Istanbul         | Thổ Nhĩ Kỳ  | Hard (i)   |

## Các mùa giải

### ATP World Tour 250
2009.- nay
| NĂM                       | 2009                      | 2010                      | 2011                      | 2012                      | 2013                      | 2014                      | 2015                      | 2016                      | 2017                      |
| GIẢI ĐẤU HIỆN NAY         | GIẢI ĐẤU HIỆN NAY         | GIẢI ĐẤU HIỆN NAY         | GIẢI ĐẤU HIỆN NAY         | GIẢI ĐẤU HIỆN NAY         | GIẢI ĐẤU HIỆN NAY         | GIẢI ĐẤU HIỆN NAY         | GIẢI ĐẤU HIỆN NAY         | GIẢI ĐẤU HIỆN NAY         | GIẢI ĐẤU HIỆN NAY         |
| ------------------------- | ------------------------- | ------------------------- | ------------------------- | ------------------------- | ------------------------- | ------------------------- | ------------------------- | ------------------------- | ------------------------- |
| Brisbane                  | Štěpánek (1/2)            | Roddick (1/3)             | Söderling (2/4)           | Murray (5/10)             | Murray (6/10)             | Hewitt (3/4)              | Federer (5/6)             | Raonic (7/7)              | Dimitrov (4/5)            |
| Chennai                   | Čilić (1/12)              | Čilić (3/12)              | Wawrinka (2/7)            | Raonic (2/7)              | Tipsarević (4/4)          | Wawrinka (4/7)            | Wawrinka (5/7)            | Wawrinka (6/7)            | Bautista Agut (5/5)       |
| Doha                      | Murray (1/10)             | Davydenko (3/4)           | Federer (2/6)             | Tsonga (5/8)              | Gasquet (3/9)             | Nadal (2/4)               | Ferrer (9/10)             | Djokovic (3/4)            | Djokovic (4/4)            |
| Sydney                    | Nalbandian (1/1)          | Baghdatis (2/2)           | Simon (3/6)               | Nieminen (1/1)            | Tomic (1/3)               | del Potro (7/8)           | Troicki (2/3)             | Troicki (3/3)             | Muller (1/1)              |
| Auckland                  | del Potro (1/8)           | Isner (1/10)              | Ferrer (1/10)             | Ferrer (2/10)             | Ferrer (6/10)             | Isner (8/10)              | Vesely (1/1)              | Bautista Agut (3/5)       | Sock (2/2)                |
| Montpellier/Lyon          | Ljubičić (1/1)            | Monfils (2/4)             | Not an event              | Berdych (2/7)             | Gasquet (4/9)             | Monfils (4/4)             | Gasquet (6/9)             | Gasquet (8/9)             | A. Zverev (2/2)           |
| Quito                     | Not an event              | Not an event              | Not an event              | Not an event              | Not an event              | Not an event              | Estrella Burgos (1/3)     | Estrella Burgos (2/3)     | Estrella Burgos (3/3)     |
| Sofia                     | Not an event              | Not an event              | Not an event              | Not an event              | Not an event              | Not an event              | Not an event              | Bautista Agut (4/5)       | Dimitrov (5/5)            |
| Memphis                   | ATP World Tour 500 series | ATP World Tour 500 series | ATP World Tour 500 series | ATP World Tour 500 series | ATP World Tour 500 series | Nishikori (1/4)           | Nishikori (3/4)           | Nishikori (4/4)           | Harrison (1/1)            |
| Buenos Aires              | Robredo (2/5)             | Ferrero (3/5)             | Almagro (4/8)             | Ferrer (3/10)             | Ferrer (7/10)             | Ferrer (8/10)             | Nadal (3/4)               | Thiem (4/6)               | Dolgopolov (2/2)          |
| Marseille                 | Tsonga (2/8)              | Llodra (1/2)              | Söderling (3/4)           | del Potro (4/8)           | Tsonga (7/8)              | Gulbis (5/6)              | Simon (6/6)               | Kyrgios (1/2)             |                           |
| Delray Beach              | Fish (1/4)                | Gulbis (1/6)              | del Potro (2/8)           | Anderson (2/3)            | Gulbis (3/6)              | Čilić (10/12)             | Karlović (2/4)            | Querrey (6/6)             |                           |
| Costa do Sauípe/São Paulo | Robredo (1/5)             | Ferrero (2/5)             | Almagro (3/8)             | Almagro (6/8)             | Nadal (1/4)               | Delbonis (1/2)            | Cuevas (3/4)              | Cuevas (4/4)              |                           |
| Houston                   | Hewitt (1/4)              | Chela (1/2)               | Sweeting (1/1)            | Mónaco (2/5)              | Isner (6/10)              | Verdasco (3/4)            | Sock (1/2)                | Mónaco (5/5)              |                           |
| Casablanca/Marrakech      | Ferrero (1/5)             | Wawrinka (1/7)            | Andújar (1/3)             | Andújar (2/3)             | Robredo (4/5)             | García-López (3/5)        | Klizan (3/3)              | Delbonis (2/2)            |                           |
| Budapest                  | Not an event              | Not an event              | Not an event              | Not an event              | Not an event              | Not an event              | Not an event              | Not an event              |                           |
| Munich                    | Berdych (1/7)             | Youzhny (2/5)             | Davydenko (4/4)           | Kohlschreiber (2/5)       | Haas (3/4)                | Kližan (2/3)              | Murray (10/10)            | Kohlschreiber (5/5)       |                           |
| Estoril/Oeiras            | Montañés (1/5)            | Montañés (3/5)            | del Potro (3/8)           | del Potro (5/8)           | Wawrinka (3/7)            | Berlocq (2/2)             | Gasquet (7/9)             | Almagro (8/8)             |                           |
| Istanbul                  | Not an event              | Not an event              | Not an event              | Not an event              | Not an event              | Not an event              | Federer (6/6)             | Schwartzman (1/1)         |                           |
| Geneva                    | Not an event              | Not an event              | Not an event              | Not an event              | Not an event              | Not an event              | Bellucci (4/4)            | Wawrinka (7/7)            |                           |
| Nice                      | Not an event              | Gasquet (1/9)             | Almagro (5/8)             | Almagro (7/8)             | Montañés (5/5)            | Gulbis (6/6)              | Thiem (1/6)               | Thiem (5/6)               |                           |
| 's-Hertogenbosch          | Becker (1/1)              | Stakhovsky (2/3)          | Tursunov (2/2)            | Ferrer (4/10)             | Mahut (1/4)               | Bautista Agut (1/5)       | Mahut (3/4)               | Mahut (4/4)               |                           |
| Stuttgart                 | Chardy (1/1)              | Montañés (4/5)            | Ferrero (5/5)             | Tipsarević (3/4)          | Fognini (1/3)             | Bautista Agut (2/5)       | Nadal (4/4)               | Thiem (6/6)               |                           |
| Eastbourne                | Tursunov (1/2)            | Llodra (2/2)              | Seppi (1/3)               | Roddick (2/3)             | López (2/4)               | López (3/4)               | Not an event              | Not an event              |                           |
| Antalya                   | Not an event              | Not an event              | Not an event              | Not an event              | Not an event              | Not an event              | Not an event              | Not an event              |                           |
| Newport                   | Ram (1/2)                 | Fish (2/4)                | Isner (2/10)              | Isner (4/10)              | Mahut (2/4)               | Hewitt (4/4)              | Ram (2/2)                 | Karlovic (3/4)            |                           |
| Båstad                    | Söderling (1/4)           | Almagro (1/8)             | Söderling (4/4)           | Ferrer (5/10)             | Berlocq (1/2)             | Cuevas (1/4)              | Paire (1/1)               | Ramos-Vinolas (1/1)       |                           |
| Umag                      | Davydenko (1/4)           | Ferrero (4/5)             | Dolgopolov (1/2)          | Čilić (7/12)              | Robredo (5/5)             | Cuevas (2/4)              | Thiem (2/6)               | Fognini (3/3)             |                           |
| Gstaad                    | Bellucci (1/4)            | Almagro (2/8)             | Granollers (1/2)          | Bellucci (3/4)            | Youzhny (5/5)             | Andújar (3/3)             | Thiem (3/6)               | López (4/4)               |                           |
| Atlanta/Indianapolis      | Ginepri (1/1)             | Fish (3/4)                | Fish (4/4)                | Roddick (3/3)             | Isner (7/10)              | Isner (9/10)              | Isner (10/10)             | Kyrgios (2/2)             |                           |
| Kitzbühel                 | García-López (1/5)        | ATP Challenger Tour       | Haase (1/2)               | Haase (2/2)               | Granollers (2/2)          | Goffin (1/2)              | Kohlschreiber (4/5)       | Lorenzi (1/1)             |                           |
| Los Cabos                 | Not an event              | Not an event              | Not an event              | Not an event              | Not an event              | Not an event              | Not an event              | Karlovic (4/4)            |                           |
| New Haven/Winston-Salem   | Verdasco (1/4)            | Stakhovsky (3/3)          | Isner (3/10)              | Isner (5/10)              | Melzer (3/3)              | Rosol (2/2)               | Anderson (3/3)            | Carreno Busta (1/2)       |                           |
| Taiwan                    | Not an event              | Not an event              | Not an event              | ATP Challenger Tour       | ATP Challenger Tour       | ATP Challenger Tour       | ATP Challenger Tour       | ATP Challenger Tour       |                           |
| St. Petersburg            | Stakhovsky (1/3)          | Kukushkin (1/1)           | Čilić (5/12)              | Kližan (1/3)              | Gulbis (4/6)              | Not an event              | Raonic (6/7)              | A. Zverev (1/2)           |                           |
| Shenzhen                  | Not an event              | Not an event              | Not an event              | Not an event              | Not an event              | Murray (8/10)             | Berdych (5/7)             | Berdych (7/7)             |                           |
| Chengdu                   | Not an event              | Not an event              | Not an event              | Not an event              | Not an event              | Not an event              | Not an event              | Khachanov (1/1)           |                           |
| Moscow                    | Youzhny (1/5)             | Troicki (1/3)             | Tipsarević (2/4)          | Seppi (3/3)               | Gasquet (5/9)             | Čilić (11/12)             | Cilic (12/12)             | Carreno Busta (2/2)       |                           |
| Stockholm                 | Baghdatis (1/2)           | Federer (1/6)             | Monfils (3/4)             | Berdych (3/7)             | Dimitrov (1/5)            | Berdych (4/7)             | Berdych (6/7)             | del Potro (8/8)           |                           |
| Antwerp                   | Not an event              | Not an event              | Not an event              | Not an event              | Not an event              | Not an event              | Not an event              | Gasquet (9/9)             |                           |
| PREVIOUS TOURNAMENTS      |                           |                           |                           |                           |                           |                           |                           |                           |                           |
| Johannesburg              | Tsonga (1/8)              | López (1/4)               | Anderson (1/3)            | Not an event              | Not an event              | Not an event              | Not an event              | Not an event              | Not an event              |
| Belgrade                  | Djokovic (1/4)            | Querrey (2/6)             | Djokovic (2/4)            | Seppi (2/3)               | Not an event              | Not an event              | Not an event              | Not an event              | Not an event              |
| Los Angeles               | Querrey (1/6)             | Querrey (4/6)             | Gulbis (2/6)              | Querrey (5/6)             | Not an event              | Not an event              | Not an event              | Not an event              | Not an event              |
| San Jose                  | Štěpánek (2/2)            | Verdasco (2/4)            | Raonic (1/7)              | Raonic (3/6)              | Raonic (4/7)              | Not an event              | Not an event              | Not an event              | Not an event              |
| Bangkok                   | Simon (1/6)               | García-López (2/5)        | Murray (4/10)             | Gasquet (2/9)             | Raonic (5/7)              | Not an event              | Not an event              | Not an event              | Not an event              |
| Viña del Mar              | González (1/1)            | Bellucci (2/4)            | Robredo (3/5)             | Mónaco (1/5)              | Zeballos (1/1)            | Fognini (2/3)             | Not an event              | Not an event              | Not an event              |
| Düsseldorf                | Team Event                | Team Event                | Team Event                | Team Event                | Mónaco (4/5)              | Kohlschreiber (3/5)       | Not an event              | Not an event              | Not an event              |
| Halle                     | Haas (1/4)                | Hewitt (2/4)              | Kohlschreiber (1/5)       | Haas (2/4)                | Federer (3/6)             | Federer (4/6)             | ATP World Tour 500 series | ATP World Tour 500 series | ATP World Tour 500 series |
| London                    | Murray (2/10)             | Querrey (3/6)             | Murray (3/10)             | Čilić (6/12)              | Murray (7/10)             | Dimitrov (3/5)            | ATP World Tour 500 series | ATP World Tour 500 series | ATP World Tour 500 series |
| Vienna                    | Melzer (1/3)              | Melzer (2/3)              | Tsonga (4/8)              | del Potro (6/8)           | Haas (4/4)                | Murray (9/10)             | ATP World Tour 500 series | ATP World Tour 500 series | ATP World Tour 500 series |
| Zagreb                    | Čilić (2/12)              | Čilić (4/12)              | Dodig (1/1)               | Youzhny (4/5)             | Čilić (8/12)              | Čilić (9/12)              | Garcia-Lopez (4/5)        | Not an event              | Not an event              |
| Bogota                    | Not an event              | Not an event              | Not an event              | Not an event              | Karlović (1/4)            | Tomic (2/3)               | Tomic (3/3)               | Not an event              | Not an event              |
| Valencia                  | ATP World Tour 500 series | ATP World Tour 500 series | ATP World Tour 500 series | ATP World Tour 500 series | ATP World Tour 500 series | ATP World Tour 500 series | Sousa (2/2)               | Not an event              | Not an event              |
| Kuala Lumpur              | Davydenko (2/4)           | Youzhny (3/5)             | Tipsarević (1/4)          | Mónaco (3/5)              | Sousa (1/2)               | Nishikori (2/4)           | Ferrer (10/10)            | Not an event              | Not an event              |
| Bucharest                 | Montañés (2/5)            | Chela (2/2)               | Mayer (1/1)               | Simon (4/6)               | Rosol (1/2)               | Dimitrov (2/5)            | Garcia-Lopez (5/5)        | Verdasco (4/4)            | Không tỏ chứ              |
| Nottingham                | ATP Challenger Tour       | ATP Challenger Tour       | ATP Challenger Tour       | ATP Challenger Tour       | ATP Challenger Tour       | ATP Challenger Tour       | Istomin (1/1)             | Johnson (1/1)             | Không tổ chức             |
| Metz                      | Monfils (1/4)             | Simon (2/6)               | Tsonga (3/8)              | Tsonga (6/8)              | Simon (5/6)               | Goffin (2/2)              | Tsonga (8/8)              | Pouille (1/1)             | không tổ chức             |

## Điểm

### Phân bổ điểm
| Event (Draw)    | W   | F   | SF | QF | Vòng 16 | Vòng 32 | VÒng 64 | Q  | Q3 | Q2 | Q1 |
| Đơn Nam (48)    | 250 | 150 | 90 | 45 | 20      | 10      | 0       | 5  | 3  | 0  | 0  |
| Đơn Nam (28/32) | 250 | 150 | 90 | 45 | 20      | 0       | —       | 12 | 6  | 0  | 0  |
| Đôi Nam (24)    | 250 | 150 | 90 | 45 | 20      | 0       | —       | —  | —  | —  | —  |
| Đôi Nam         | 250 | 150 | 90 | 45 | —       | —       | —       | —  | —  | —  |    |